# ستارکووو (شهرستان سووپسک)
ستارکووو (به لهستانی:  Starkowo) یک روستا در لهستان است که در گمینا اوستکا واقع شده‌است. ستارکووو ۲۰۳ نفر جمعیت دارد.